# Automatic Acoustic Management
Automatic Acoustic Management, AAM — функция, позволяющая уменьшить шум жёсткого диска ценой небольшого снижения скорости позиционирования считывающих головок. Отсутствует в большинстве современных жёстких дисков, начиная с 2011-2012, вследствие патентных ограничений.

## Технические сведения

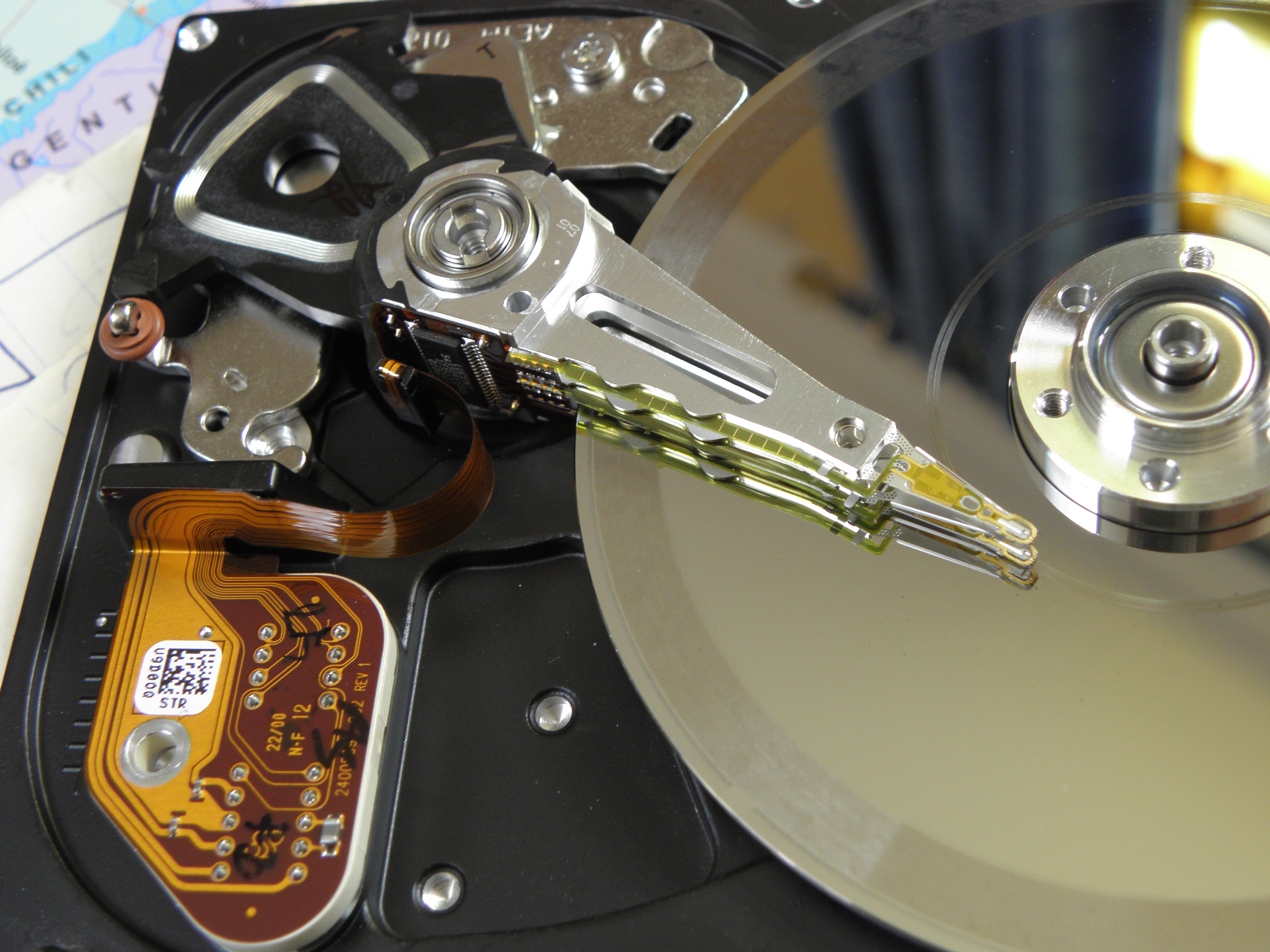
Разобранный жёсткий диск. Снята верхняя пластина статора соленоидного двигателя, виден ограничитель хода с резиновым демпфером (коричневый, слева)

При операциях доступа к информации (чтение/запись) основным источником шума является вибрация вследствие ударов кронштейнов, удерживающих магнитные головки, об ограничители хода в процессе возвращения головок в нулевую позицию. Для снижения шума на ограничителях хода установлены демпфирующие шайбы из мягкой резины. Одним из возможных вариантов позиционирования является двухпозиционный поиск, при котором движение головки можно разделить на два этапа — разгон с максимальным ускорением до середины пути перемещения и торможение на второй части пути. Изменяя форму и амплитуду управляющего сигнала, производители жёстких дисков сделали возможным управление шумом, издаваемым накопителем при поиске информации. Официально возможность программного управления уровнем шума жёсткого диска появилась в стандарте ATA/ATAPI-6, хотя некоторые производители делали экспериментальные реализации и в более младших версиях этого стандарта. Согласно стандарту, управление осуществляется путём изменения значения в диапазоне от 128 до 254, что позволяет регулировать шум, производительность, температуру, потребление электроэнергии и срок эксплуатации жёсткого диска.

## Программное управление
Для снижения шума жёсткого диска с помощью ААМ в Windows можно воспользоваться утилитой CrystalDiskInfo
Для снижения шума жёсткого диска с помощью ААМ в Linux можно воспользоваться утилитой hdparm:
```
ubuntu$
 
sudo
 
hdparm
 
-M
 
128
 
/dev/sda

```

Значение 128 максимально снижает шум, максимальное значение 254 увеличивает шум и производительность.
Для постоянного задания параметров используется конфигурационный файл /etc/hdparm.conf:
```
 
/dev/sda
 
{

 
acoustic_management
 
=
 
128

 
}

```